# Shorea macrantha
Shorea macrantha är en tvåhjärtbladig växtart som beskrevs av Dietrich Brandis. Shorea macrantha ingår i släktet Shorea och familjen Dipterocarpaceae. Inga underarter finns listade i Catalogue of Life.